# Kedunglerep
Kedunglerep is een bestuurslaag in het regentschap Lamongan van de provincie Oost-Java, Indonesië. Kedunglerep telt 1738 inwoners (volkstelling 2010).